# Adam Wiliński
Adam Wiliński (ur. 21 lutego 1909 w Nowym Sączu, zm. 21 maja 1977 w Lublinie) – polski prawnik, profesor nauk prawnych, nauczyciel akademicki Uniwersytetu Marii Curie-Skłodowskiej w Lublinie i Uniwersytetu Jagiellońskiego, specjalista w zakresie prawa rzymskiego, w latach 1957–1962 dziekan Wydziału Prawa Uniwersytetu Marii Curie-Skłodowskiej w Lublinie.

## Życiorys
W 1931 ukończył studia prawnicze na Wydziale Prawa Uniwersytetu Jagiellońskiego. W okresie okupacji niemieckiej był zaangażowany w działalność konspiracyjną, uczestniczył w tajnym nauczaniu (nauczyciel łaciny i języków nowożytnych). Został aresztowany i osadzony w więzieniu gestapo w Krakowie przy ul. Montelupich. Następnie znalazł się w obozie Kraków-Płaszów. Po wojnie pracował na macierzystym wydziale Uniwersytetu Jagiellońskiego, gdzie w 1949 otrzymał stopień naukowy doktora. W 1951 został zatrudniony na Wydziale Prawa Uniwersytetu Marii Curie-Skłodowskiej w Lublinie w zorganizowanej przez siebie od podstaw Katedrze Prawa Rzymskiego.
Od 1 marca 1954 do 30 września 1956 był prodziekanem a od 1 września 1957 do 31 sierpnia 1962 dziekanem Wydziału Prawa UMCS. Pozostawał osobą bezpartyjną.
W 1976 otrzymał tytuł profesora zwyczajnego.
Skrypt jego autorstwa pt. Zarys rzymskiego prawa prywatnego stał się podstawą opracowanego przez Marka Kuryłowicza wielokrotnie wznawianego podręcznika Rzymskie prawo prywatne. Zarys wykładu (1999).

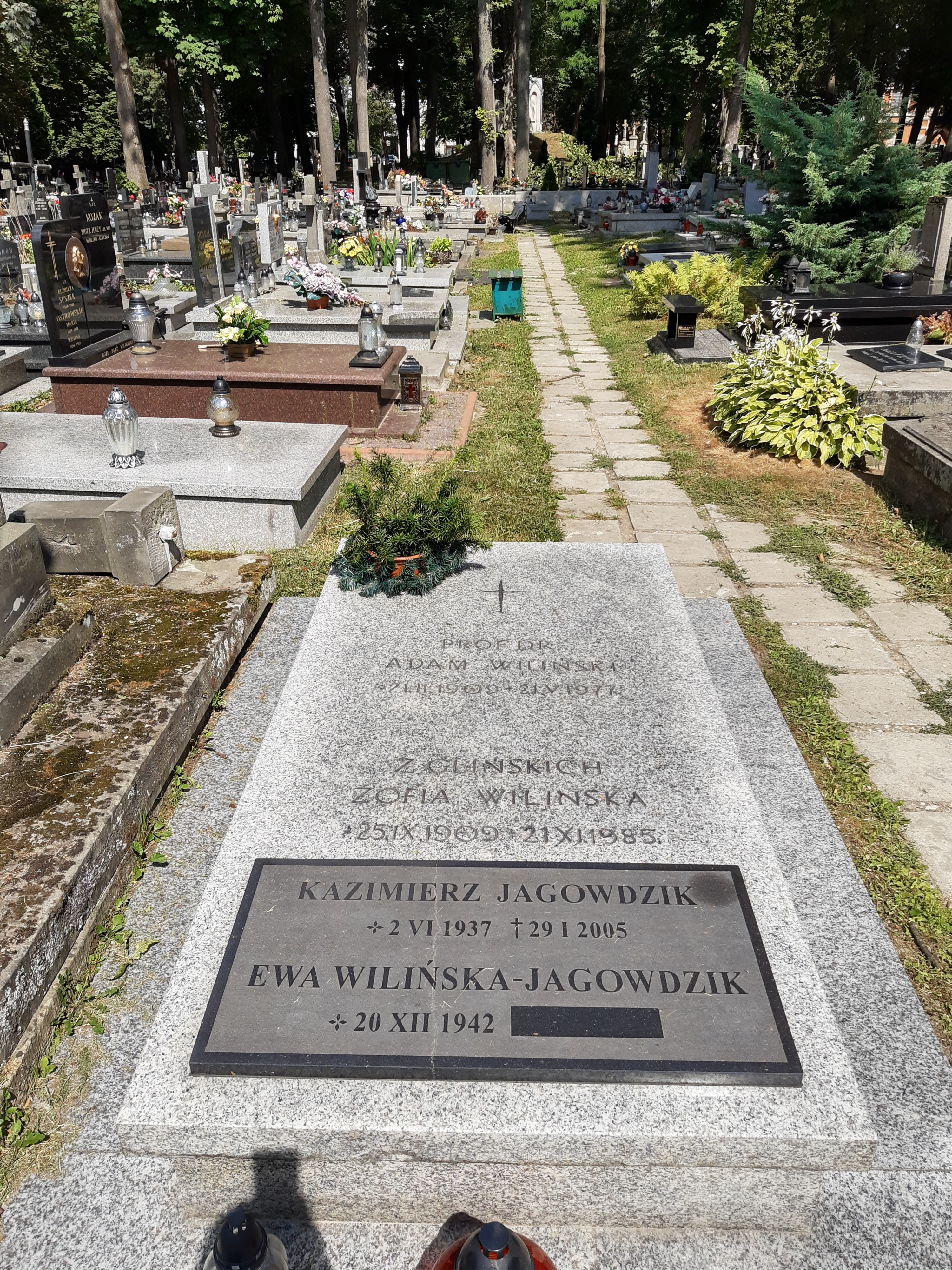
Grób prof. Adama Wilińskiego na cmentarzu przy ulicy Lipowej

## Wybrane publikacje
- Zarys rzymskiego prawa prywatnego : skrypt dla Studium Zaocznego. Cz. 1 (1973)
- Zarys rzymskiego prawa prywatnego : skrypt dla Studium Zaocznego. Cz. 2 (1973)
- Zarys rzymskiego prawa prywatnego : skrypt dla Studium Zaocznego. Cz. 1–2 (1969)
- Destinatio w inskrypcji z Heba a system i praktyka wczesnego pryncypatu (1955)
- Zarys wykładu rzymskiego prawa prywatnego. Cz. 2 (1953)
- Zarys wykładu rzymskiego prawa prywatnego. Cz. 1 (1952)
- Das römische Recht : Geschichte und Grundbegriffe des Privatrechts mit einem Anhang über Strafrecht und Strafprozess (1966)
- Prawo rzymskie : skrypt : praca zbiorowa. Z. 1 (1958)[5]